# باب صنعاء (يريم)

تعديل مصدري - تعديل

باب صنعاء هي إحدى حارات حي يريم بمدينة يريم أحد مدن محافظة إب، بلغ تعداد سكانها 695 نسمة حسب تعداد اليمن لعام 2004.